# 桜坂美穂
桜坂 美穂（さくらざか みほ、3月26日 - ）は、日本の女性声優。プロダクション・エース所属。秋田県出身。

## 経歴
秋田県出身で、6歳までは秋田県に住んでおり、その後、宮城県仙台市に転居。
子供の頃は好奇心旺盛で、絵を描いたり、サッカーやドッチボールで遊んだり、ハンドメイドしたり、自転車で隣街まで走ったこともあった。幼稚園時代のお遊戯でヒロイン役を演じていたこと、小学校入学後の頃、仙台市の電力ホールで上演されていたミュージカル『ピーター・パン』を見て「なんて素晴らしいのだ!」と感動して芝居に興味を持つ。その後はテレビドラマを観て女優と同じように演じてみることが好きになったという。幼稚園の卒業アルバムの夢に「お菓子屋さんになる」と書いていたという。
その後、「わたしは女優か歌手になるんだ!」と思い、上京したが、東京都では、生活することでいっぱいいっぱいで、「これはダメだな」と思った。当時、一人暮らしを始めた時は、ずっと家族と一緒におり、お金の知識もほぼ無かったことから、その時の大変さを初めて知った。その後はアルバイトを色々掛け持ちしていたが、アルバイトの先にいた弁護士志望の女性からアニメや声優を教わった。その女性から松本零士の作品の声優オーディションを受けるきっかけをもらい、アフレコ練習や芝居の指導してもらい、声優としての活動を始める。あれが無かったら声優にはなっていなかったと語る。
初めてのアフレコの時は芝居の「し」の字も、業界の礼儀も無知で泣いてばかりであった。その後は「ちゃんと学ばなければ」とスクールに行ったり、舞台にも挑戦していた。しかし、無理がたたって病気になりしばらく入院していた。長い入院と薬を何年も続けなくてはいけなかったため、痩せてしまったが、その時も、そこに居た皆に支えてもらい、勇気をもらい、またがんばる事ができた。ただし、薬のせいで筋肉痛がつかず、自分1人では頑張れなくなり、そこでは働けなくなった。その後は家族に支えられながらマイペースに仕事をしているという。
2011年10月、声優事務所悟空を退所。同年11月より、アクロス エンタテインメント所属。2015年10月、アクロス エンタテインメントを退所し、同年11月2日付けでジャストプロ所属となる。2018年3月にジャストプロを退所し、同年7月より、プロダクション・エースに所属。
2021年1月6日より真坂 美帆（まさか みほ）から現芸名に変更。それ以前も幾度か芸名を変更しており、かつて使用していた芸名として仲埜 希、なかの 美穂、中野 美穂、さとう 美穂がある。

## 人物
趣味は歌うこと、写真、アロマテラピー、レジンアート。特技は書道、秋田弁、ハンドメイドアクセサリー。英語検定準二級、漢字検定準二級、書道毛筆三段、環境カオリスタ、日本レジンアート協会認定講師、ハーバリウム認定講師、アロマテラピー検定1級の資格を所有。
秋田県出身だったこともあり、秋田弁が好きで、2016年5月18日付けのブログによると秋田弁はその後も話せるといい、標準語はほとんど、仙台市に引っ越してから覚えたという。
声優としての活動を始めた時から伊藤静、大塚明夫と共演することが夢だったため、『エンドライド』で伊藤、大塚と共演した時は嬉しかったという。

## 家族
兄は歌まねタレントのザビエル佐藤。他の家族に妹がいる。

## 出演

### テレビアニメ
2009年
- 蒼天航路（伏皇后、侍女B、侍女C）

2011年
- セイクリッドセブン（ミホ）

2012年
- えびてん 公立海老栖川高校天悶部（女子生徒B）
- 超速変形ジャイロゼッター（2012年 - 2013年、水城ユイカ、看護師、クロ）

2013年
- 踊り子クリノッペ（美女）

2014年
- 星刻の竜騎士（女子生徒）

2015年
- 青春×機関銃（係員）

2016年
- エンドライド（エミリオ（幼少期）、クロム、受付）

2017年
- 僕のヒーローアカデミア（2017年 - 2022年、塩崎茨） - 3シリーズ
- ラブ米 -WE LOVE RICE-（コロ姐、先生、ショウの母）- 2シリーズ
- 6HP/シックスハートプリンセス（義ちゃん）

2018年
- 新幹線変形ロボ シンカリオン（男鹿モミジ）

2021年
- バトルアスリーテス大運動会 ReSTART!（明け方の幽霊、アリシア・ガレンシュタイン）
- セスタス -The Roman Fighter-（侍女）
- ゲッターロボ アーク（桜坂所員、山咲、通信員）
- 湖池屋SDGs劇場 サスとテナ（ギョギョギョ、市民）

2022年
- 殺し愛（リャンハ少年、看護師）

2023年
- レベル1だけどユニークスキルで最強です（ダンジョンの声）

### 劇場アニメ
- セイクリッドセブン 銀月の翼（2012年、ミホ）
- 劇場版 黒子のバスケ LAST GAME（2017年、女子アナ）
- フリクリ オルタナ（2018年、河本文太[30]、女の子）

### OVA
- 紅 OVA（2010年、女生徒）
- The Epic of Zektbach オリジナルアニメーション「シャムシールの舞」（2011年、街の女）

### ゲーム
2009年
- 鋼の錬金術師FULLMETAL ALCHEMIST黄昏の少女（憲兵、軍人、看護士、男の子）

2011年
- 魔人と失われた王国（ねずみ、鳥）
- CR孔雀王（孔雀〈幼少期〉）

2014年
- 幻獣姫（ロキ、フェンリル、アムドシアス、ウラニア）
- Double Score 〜Cosmos×Camellia〜（二階堂マナミ）
- 青春姫 SCHOOL PRINCESS （久藤美和、水津真尋）
- ドラゴンジェネシス（サキュバス、魔法剣士）

2016年
- VR ZONE Project i Can アーガイルシフト（クライネ）
- 刻のイシュタリア （ヘパイストス）

2017年
- ザ・ロストチャイルド（テフヌト）

2023年
- 僕のヒーローアカデミア ULTRA RUMBLE（塩崎茨）

2024年
- モンスターストライク（プリアモーラ）

### ドラマCD
- 大家さんは小学生（有坂、子犬）
- 十二国記（巧国の女）

### 吹き替え
- ミッド・ロムニー
- 12ROUNDS2 RELOADED（アナウンサー）
- REBOOTガーディアンコード(ヴィーラ)

### CD
- はんどめいど☆そうるめいと（セイクリッドセブン）
- Fragment of S7（セイクリッドセブン）

### テレビ番組
- 校歌を訪ねて（2015年10月8日 - 2019年12月26日、BS-TBS）（ナレーション）

### テレビドラマ
- フジテレビ動画サイト『見参楽!（みさんが）元気いっぱい!チョコラボ大作戦』（友達）

### ラジオ
- PINK TENSION TALK
- 美穂とジェーニャのワンダフルランド

### モーションコミック
- ひるなかの流星（鶴谷）
- 欲情（C）MAX（大森美緒）
- ZOOO（亀田たくじ）
- 死者狂（幸太）
- 西遊筋（孫悟空）
- ベルサイユのばら（ロザリー）
- ULTRAMAN ウルトラマン（北斗星司の母、女の子）

### 舞台
- カラーひよこ協会旗揚げプロデュース公演『人まがい』（2011年）
- グワィニャオン『女女女〜ニョニョニョ〜』（2014年）- 奥村梨花
- ラフィングライブ旗揚げ公演『パパ、アイラブユー！』 （2015年）- 看護婦
- 朗読劇『その日のまえに』（2016年）- 大輔、駅長くん
- グワィニャオン『みどりのおばさん現る メランコリー白書』（2016年）

### ナレーション
- スヴェンソンラジオCM（2012年〜）
- Venga Venga店頭ナレーション

### その他コンテンツ
- CD発売記念!!「藍羽メイド隊S7」イベント
- 盛岡市子ども科学館アニメーション『ソラのムコウ』（男の子）
- サイエンスドームスペシャルイベント朗読の夕べ『銀河鉄道の夜』（男の子）
- ユマの物語公開記念 銀河鉄道999 for PLANETARIUMU 特別特撮イベント

### シリーズ一覧
1. ↑  第2期（2017年）、第5期（2021年）、第6期（2022年）
2. ↑  第1期（2017年）、第2期『二期作』（2017年）